# L'Ange de Noël (film, 1905)
L'Ange de Noël, známý také pod názvem Détresse et charité, je francouzský němý film z roku 1905. Režisérem je Georges Méliès (1861–1938). Film trvá zhruba 10 minut. Ve Spojených státech vyšel pod názvem The Christmas Angel a ve Spojeném království jako The Beggar Maiden.

## Děj
Otec kvůli nemocné matce pošle dceru žebrat ven do sněhu. Dívka se dlouho nevrací a během sněhové vánice upadá na zem do bězvědomí. Zoufalí rodiče ji netrpělivě vyhlížejí a prosí vyšší moc o její navrácení. V domě se objeví vánoční anděl, který jim vrátí milovanou dcerušku a vyřeší jejich nepříznivou situaci.